# Prasocuris gressitti
Prasocuris gressitti es una especie de insecto coleóptero de la familia Chrysomelidae.
Fue descrita científicamente en 1991 por Daccordi & Gruev.